# 安提西尼

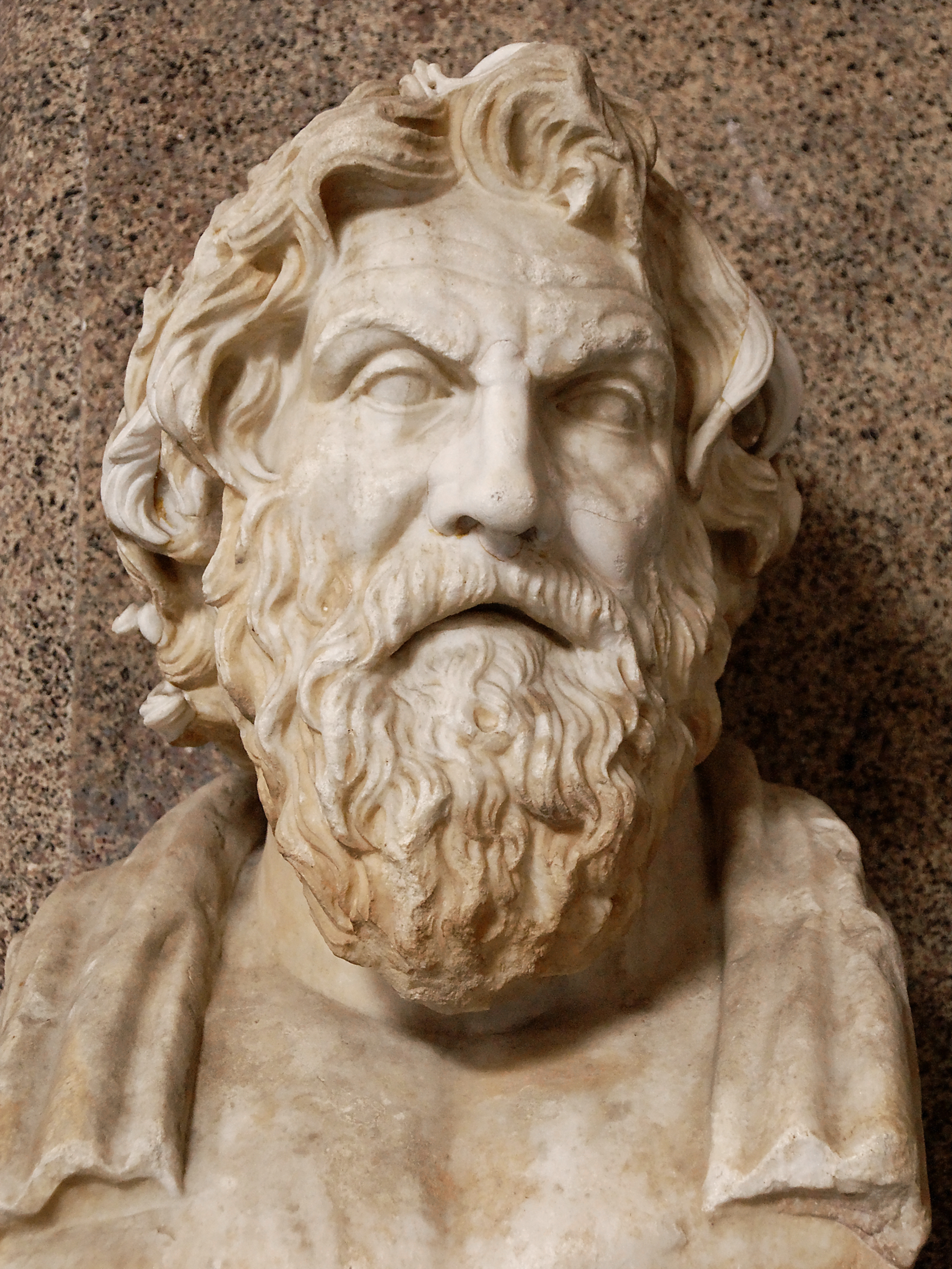
这尊安提西尼是被发现的11尊罗马时代的拷贝，其原作是希腊的一座塑像，但是这座塑像今天已经失存。今天这尊塑像位于梵蒂冈博物馆

安提西尼（希臘語：Ἀντισθένης，约前445年—约前365年），或译为安提斯泰尼，是一名古希臘哲學家，蘇格拉底弟子之一。他生活在雅典，是犬儒學派的奠基人和主要代表。
在他活着的时候安提西尼应该是雅典最著名的哲学家之一。比他年长20岁的苏格拉底是他的老师，柏拉图和他是同代人，他是犬儒學派哲学家锡诺普的第欧根尼的老师。在哲学史中安提西尼常与其他六名同代的哲学家一起被称为小苏格拉底。
除了两份短小的演讲练习外安提西尼的著作没有能够流传下来。今天我们对他的生平和理论的认知全部来自其他古代作家的叙述。总而言之流传的内容和数目不理想。最重要的文献来源来自安提西尼的同代人色诺芬和亚里士多德以及3世纪时的哲学史学家第欧根尼·拉尔修。
安提西尼最有名的见解是他蔑视奢侈和富贵，提倡自给自足。在逻辑方面他研究了定义和命题等问题，在知识论方面他反对柏拉图的理型論，对理型的存在提出怀疑。此外他还讨论过政治问题以及对荷马的作品写过注释。

## 生平
通过古代的报道可以比较可靠地推测出安提西尼的生活时期，估计他活在约公元前445年到365年之间。
他的父親也叫安提西尼，是一個雅典公民，他的母親是色雷斯人。他至少有一段时间住在离雅典8千米远的比雷埃夫斯。安提西尼最后是病死的，享年约80年。他被纳入俄耳甫斯教，在塔纳格拉战役中他获得奖赏。

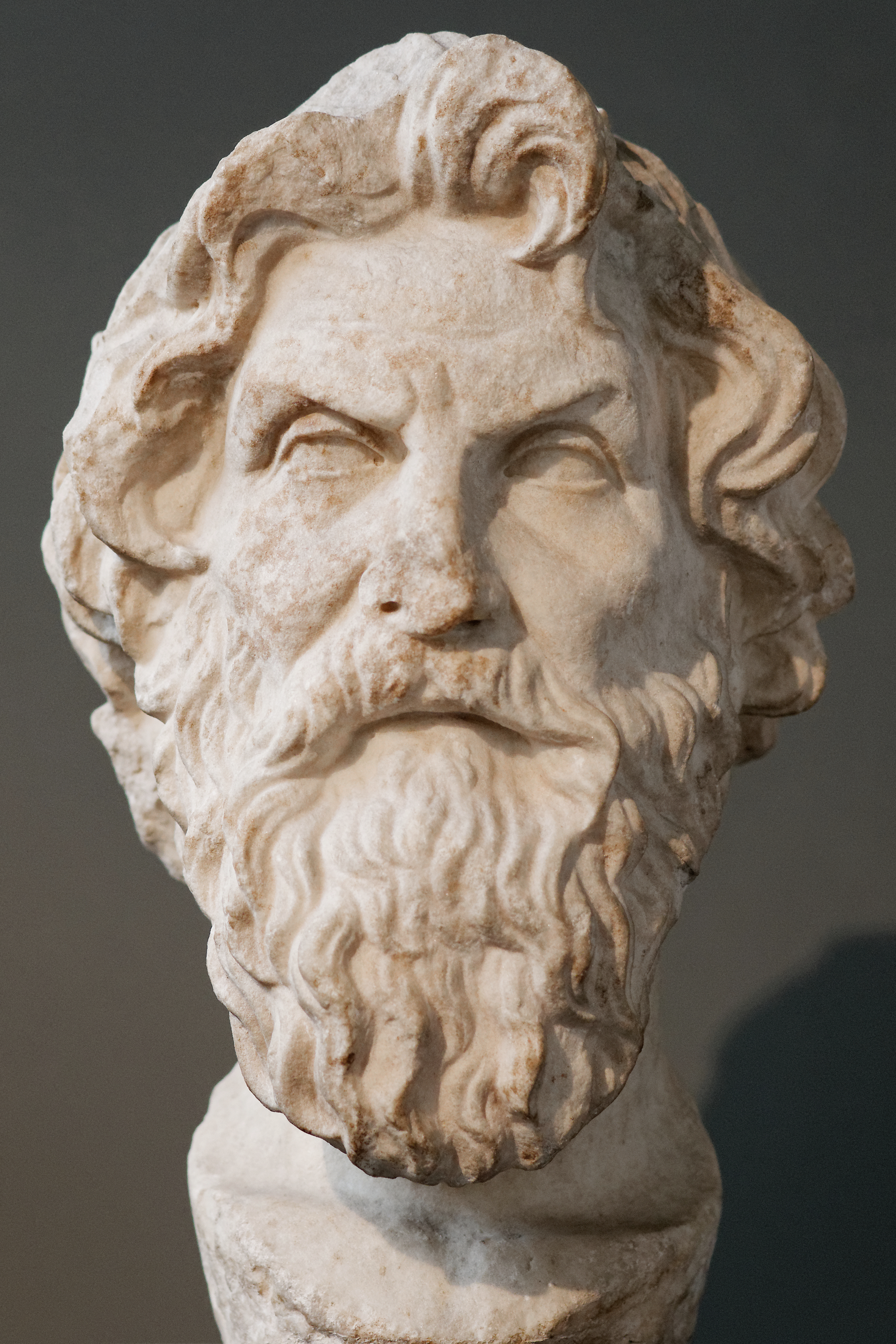
另一尊罗马时代的复制品。这尊塑像在罗马亚壁古道边被发现，今天它展出在不列颠博物馆

安提西尼的外号是“纯狗”，他的外貌被这样描写：有一次他和苏格拉底见面的时候他穿着一件破旧的衣服。此外还有报道说他总是穿着一件双翻大衣，拿着一根棍子和带着一个布袋子。关于他的性格报道中是这样写的：他是一个“不寻常的人，他的智慧使得所有人喜欢他”。古典时期晚期的哲学史史学家第欧根尼·拉尔修报道了许多安提西尼一生中的事迹和许多据说是他流传下来的名言。
在色诺芬的《会饮篇》中安提西尼是一名犬儒學派哲学家和一个没有欲望的人，但是同时也是一个不断批评讽刺别人的批评家，他不断质疑其他讨论者的观点，喜欢和别人争论，有时也嘲讽别人。比如他说苏格拉底的妻子是“所有活着的人当中，但，假如我仔细想一想，所有曾经活过的人和所有还将活的人当中，最烦人的。”在另一处安提西尼问从描述上类似古典时代吟游诗人的尼克拉投斯，他是否遇到过“比吟游诗人更愚蠢的人”。
一开始安提西尼可能从师于智辩家高爾吉亞，后来他转变成苏格拉底的追随者。苏格拉底的“执着和宁静是安提西尼所学到的，由此他奠基了犬儒學派生活方式”。安提西尼在雅典快犬体育馆与别人谈话或者发表演讲。这座体育馆是专门给父母中一人不是雅典人的人，即在政治上不算做是完全公民的雅典人，做体育运动使用的。
伊索克拉底写过两篇针对苏格拉底学派，尤其针对犬儒学派和安提西尼的演讲。基于这两篇演讲有些学者认为苏格拉底死后的10年里安提西尼曾经是苏格拉底学派最有名的哲学家，比柏拉图还有名。
安提西尼与柏拉图之间的关系可能不好。据传安提西尼嘲讽柏拉图的自大、自高和自傲。他使用双关语把柏拉图（意为宽额）称为萨图恩（意为粗阴茎）。第欧根尼·拉尔修在三处提到安提西尼和斯多葛主義之间的关系。有可能斯多葛主義受到安提西尼的影响。
他發展了蘇格拉底對於倫理的觀點，強調實踐禁慾的生活是一種美德。第欧根尼是他的弟子。
當蘇格拉底接受死刑判決，在監獄服毒自盡時，他也在現場。

## 学说
古代哲学史史学家第欧根尼·拉尔修就已经确认安提西尼奠定了一个新的哲学学派，后来这个学派被称为犬儒学派。犬儒学派最著名的在于它的伦理，它强调没有欲望，反对奢侈以及社会习俗。安提西尼的学生不多，其中最有名的是锡诺普的第欧根尼。一直到公元4世纪还有犬儒学派的哲学家。

### 著作
安提西尼写了许多著作，第欧根尼·拉尔修列举了一共10卷共60到70部著作。其中包括对话、论文和演讲练习。安德列斯·帕采尔对第欧根尼·拉尔修列举的目录及其影响作了非常细致的分析。这些被列举出来的著作中哪些的确存在过不明。不过总的来说今天的学者认为第欧根尼列举的作品目录是可靠的，估计他的确是根据确有的图书馆目录以及由此编辑的书卷写下来的。含有这些书籍目录的哲学史和图书馆目录可能是在希臘化時代在亚历山大港和帕加马编辑的。斯穆尔纳的赫尔米普斯、卡拉蒂斯的萨蒂鲁斯、班納杜斯等都研究过安提西尼的学说，他们可能是这些目录的编辑者。帕采尔根据目录中文章的顺序推论说在古典时代的确有过安提西尼的著作卷集。第欧根尼·拉尔修说一共有十卷著作也是一个凭证。
一些学者认为两篇流传至今的非常短小的演讲练习《埃阿斯》和《奥德修斯》是安提西尼写的。这两篇短文分别是以荷马史诗里的英雄大埃阿斯和奥德修斯命名的。从古典时代有这两份短文的演讲者手书流传下来。在这两篇短文中演讲者分别从大埃阿斯和奥德修斯的观点出发说明为什么他们应该获得死去的阿喀琉斯的武器。
安提西尼还写了对荷马史诗的注释。波菲利后来在他的著作中提到这些注释，而波菲利对荷马的注释则遗留下来了。

### 伦理

#### 奢侈和无欲
安提西尼反对奢侈生活：“我祝愿我的敌人的子孙生活在奢侈中！”有一次他要求一个穿着华丽的妇女的丈夫显示他的马和武器，因为只有足够的防御才能保护华丽的船洲。相反的安提西尼提倡自给自足和无欲。
色诺芬在《会饮篇》里问安提西尼他最大的想象是什么，安提西尼回答说他的财富。当确定他既没有一文钱，又没有地产时他解释说财富不是“在我们的房屋里，而是在我们的灵魂中”。色诺芬在引用这句原话后又写了很长一段文字，在这段文字里安提西尼阐述了他对奢侈和无欲的观点。有人认为这段文字引用于《没有欲望的艺术》。安提西尼说比如有的人非常富，但是他们还想要积存更多钱，就像一些暴君不惜谋杀和奴役整座城市一样。他本人拥有不多，但是他有足够吃的喝的，有穿有住。他不喜欢早起，满意与别人不想理会的人在一起。他满足他所拥有的，假如真的出事的话他的损失也不大。偶尔他也会小小享受一下，但是总的来说他的生活简朴，不用多少钱。他在财富在于他灵魂里的宝贝，像苏格拉底一样他愿意与别人分享他的这些宝贝，还有就是他与苏格拉底一起渡过的许多闲暇时间。

#### 美德
安提西尼对美德是这样说的：
他的哲学理论是这样的：他证明美德是可以传授的。真正的贵族是美德贵族。美德本身就足以让人生活美满，他只还需要苏格拉底的力量。美德是行动，它不需要许多词语，也不需要许多知识。智者本身就有足够多的美德，因为他拥有所有其它善良。不追求名声是好事，劳作也是好事。在政治上智者让美德引导自己，而不是让国家法律引导自己。——第欧根尼·拉尔修，《哲人言行錄》6,10-11
安提西尼的社会地位不明，他认为劳工是一件好事。在另一处第欧根尼·拉尔修写道：“他举赫拉克勒斯和居鲁士二世为例来证明辛苦的工作是好的。”

### 知识论
据约翰·策策斯安提西尼否认柏拉图的理型論。安提西尼认为柏拉图的理型“只不过是思想”而已。辛普利丘斯讲述了这么一个故事：安提西尼对柏拉图说：“我看到一匹马，但我看不到马型。”柏拉图回应道：“你只有能够看到马的眼睛，你还没有获得能够看到马型的眼睛。”安提西尼可能是指类和型不是真实存在的，而是在我们的想象中产生的。

### 逻辑学

#### 定义
据传安提西尼是第一个定义命题的人：“命题说明某个事务。”由此他是古代逻辑学的前辈。而亚里士多德则是古代逻辑学第一步最完整的著作的作者。但是恰恰亚里士多德报道说安提西尼认为定义是不可能的：
安提西尼的追随者和在这方面没有获得教育的人会提出一个怀疑，即要定义一个事务是不可能的，这个怀疑有一定的理由。因为一个定义需要由一长串词语来表达出来。而我们只能表达和教授一个事务是什么样子的。比如我们不能说银是什么，我们只有说它像锌。根据这个理由我们可以给一个组合起来的事务做出定义，不论这个事务是可以感知到的，还是只能够想象出来的，我们都可以给它们做出定义，它们是怎么组成的，我们可以说明这个事务是由什么组成的，它的外貌是怎样的。——亚里士多德，形而上学 1039a14

#### 悖论的不可能性
第欧根尼·拉尔修提到安提西尼做的一次授课，题目是“悖论的不可能性”，但是没有仔细叙述授课的内容。在另一处他说安提西尼有一个“证明悖论是不可能的”的“命题”。安提西尼还提到柏拉图的对话录《欧蒂德谟篇》，柏拉图在这个对话录里也讨论了这个见解。亚里士多德也讨论过这个问题并说安提西尼的见解“愚蠢”。根据亚里士多德安提西尼的命题如下：
我们只能使用一个事务自己的定义来说明这个事务：“每个事务只有一个定义。”由此可见相互对立的命题是不可能的，而错误的命题是几乎不可能的。——亚里士多德，形而上学 1024b33
在另一处亚里士多德也提到：“如安提西尼所说，悖论是不可能的。”

### 政治
安提西尼批评古典民主制度。他建议雅典人通过驴是马的决议，因为他们也通过举手把没有军事知识的人选举为指挥官。当群众表扬他时他问：“我做错什么了？”
安提西尼的学生锡诺普的第欧根尼是第一个使用世界公民这个词的人。安提西尼本人在证明繁重的体力工作是好事的时候对比希腊人和非希腊人。非希腊人这个名词对于当时来说是一个很不寻常的名词，当时的作者总是把所有非希腊人综合称为野人。

### 神学
一些单独的安提西尼的神学见解被流传下来，但是从这些分离的语句中无法推导出他对神学的总体观点。

## 流传
由于除了两篇短小的练习演讲外所有安提西尼的著作都失传了今天我们对他的生平和学说的知识全部来源于其他作者的作品。有时这些著作引用安提西尼原作的段落，有时安提西尼作为文学著作里的角色出现来表达他的生平和见解。最详细，数量最丰富的叙述源于第欧根尼·拉尔修的《哲人言行錄》，但是第欧根尼·拉尔修的叙述来源于公元3世纪。另一个重要来源是安提西尼的同代人色诺芬的《会饮篇》，不过这篇作品主要是一部文学作品，而不是哲学作品。在这篇作品中安提西尼和苏格拉底是最活跃的谈话者。在色诺芬的《回忆苏格拉底》中他也短暂出现。
柏拉图和色诺芬的作品完全被保留下来，与之相比安提西尼的留存非常少；与苏格拉底的其他学生相比我们进团对安提西尼的学说了解得还是很好的。
使用今天存在的来源很难重新整理出安提西尼的哲学观点。对于他的学术观点的报道大多数不完全，有些只是单个的语录或者故事。在阿特納奧斯的著作里可以读到一些安提西尼作品的内容。柏拉图在他的《智者篇》里提到了许多作家，其中他也暗示了安提西尼逻辑，但是柏拉图没有提安提西尼的名字。柏拉图只有一次提到安提西尼的名字，就是在列举苏格拉底死时在场人的时候。亚里士多德和他的注释者们在一些地方提到安提西尼的逻辑和知识论理论。愛比克泰德有四处提到安提西尼。西塞罗的作品里有四处提到安提西尼，并说安提西尼提倡简朴的生活方式。一些学者认为狄翁·克瑞索斯托莫斯自称给自己第13次演讲写的草稿实际上是安提西尼写的。关于安提西尼的生活情况的信息非常少，而且它们几乎全部来源于第欧根尼·拉尔修。

## 研究
对安提西尼的现代研究包括多个方面，在语文学上主要任务在于收集古代和中世纪报道安提西尼的文献。在哲学史方面研究他的哲学论点，在这方面有关于安提西尼的专著和关于安提西尼的部分论点的论文。
在对犬儒学派的研究中主要内容是安提西尼对他以后的犬儒学派哲学家以及其他古典哲学家的影响，此外还有他是否真的是犬儒学派的奠定人。
不同作家对安提西尼生平和理论的报道不一致。除了他开创的犬儒学派外，与他的同代人柏拉图相比安提西尼的哲学在哲学史上几乎没有任何影响。而且安提西尼真正的见解到底是什么在学者之间还很有争议。安提西尼的影响小的原因有二，第一与柏拉图相比他的流传很少，第二在哲学史上他被归为“小苏格拉底”，与柏拉图的著作相比他们的影响都要小得多。安提西尼在现代苏格拉底研究中有一定的意义。在苏格拉底研究中学者们希望通过从其他作者关于安提西尼的描述来补充对苏格拉底的见解。

### 关于安提西尼的论文和文献集
最早的关于安提西尼的专著是戈特洛布·路德维希·里希特（1724年）和路德维希·克里斯蒂安·克雷尔（1728年）写的。不过这些专著还大部分基于第欧根尼·拉尔修的报道。19世纪里对安提西尼的研究大幅度扩展，但是因此也有许多学者完全做“不严谨的假象”。1799年威尔海姆·哥特利布·腾尼曼首次对安提西尼进行哲学史研究。弗里德里希·施萊爾馬赫、海因里希·利特（1830年）、爱德华·策勒（1846年）和弗里德里希·韦伯韦格（1863年）此后也做了哲学史研究。对安提西尼的语文学研究从1821年才开始。约翰·冯·欧莱里（1821年）和路德维希·普瑞勒（1838年）发表了最早的安提西尼流传下来的片段的总集。1842年维尔海姆·温克曼第一次发表了一份详细的，但是依然不完整的全集。此后弗里德里希·威廉·奥古斯特·穆拉赫再次发表了这个总集，但是没有做任何更改。1872年和1885年有人发表了其它片段。与此同时也有新的关于安提西尼的专著发表，不过这些论文主要集中在生平和文学问题上。19世纪里越来越多的古代文献被推想为安提西尼的作品，但是实际上这些作品没有安提西尼的名字，这些推想也往往没有实际理由。比如虽然柏拉图只在一个地方提到安提西尼的名字1881年和1882年却有人发表了题为《安提西尼和柏拉图》和《柏拉图著作中提到的安提西尼的哲学》的文章。不过由于有些当时找到的文字段落与安提西尼留存下来的片段很类似，它们今天依然被看作是柏拉图对安提西尼哲学的隐射。1882年格奥格·斐迪南·迪姆勒使用许多他假设是与安提西尼有关的文字试图大幅度地重新构架安提西尼的哲学。卡尔·朱埃尔甚至认为所有色诺芬说是苏格拉底的作品实际上都是安提西尼的，他还说许多柏拉图的对话也是安提西尼的。从1890年到1915年还有哲学家和哲学史史学家尝试使用这种假设和想象的方法来重新构造安提西尼的哲学。
在1890年和1900年间也有其他作者持一个严谨的学术态度，比如保罗·纳托普和弗兰茨·苏塞米尔。1913年海因里希·迈尔、1919年乌尔里希·冯·维拉莫维茨-默伦多夫严厉批评19世纪过分想象的文字理解。此后，1912年、1932年、1950年和1951年分别出版勒新的、严谨收集的文献集，这些文献集扩展勒过去的文集。1966年出版的文集基本上达到今天的最高水平。1990年加布里埃莱·詹南托尼出版的文集是今天最主要的文集。1916年、1948年和1964年分别有学者发表新的专著。奥劳夫·吉贡（1947年）和让·恩伯尔（1967年）发表的纵观至今也一直被用作参考。自1910年起还发表勒许多关于安提西尼的逻辑、修辞和荷马注释的专题文章。
今天最重要的专著来自安德列斯·帕采尔（1970年）、赫伯特·戴维·兰金（1986年）和路易·纳维亚（2001年）。

### 论点
爱德华·策勒1844至1852年发表的《希腊哲学及其历史发展》中关于犬儒学派的章节被看作是现代犬儒学派研究的开始，该章节以语言学为重点，它把哲学观点与生活环境和流传的故事联系到一起。西奥多·冈珀斯（1902年）对比犬儒学派的创始人安提西尼和“实用犬儒学派之父”锡诺普的第欧根尼。乌尔里希·冯·维拉莫维茨-默伦多夫、冈珀斯和多纳尔德·杜德勒在分析勒犬儒学派里的历史人物后认为安提西尼并非第一名犬儒学派人。他还认为安提西尼与后来的犬儒学派没有关系，而是一个已经在古典时代就已经形成的哲学史传说。安提西尼是否是犬儒学派的始祖还有争议。总而言之一般认为安提西尼主要以他的1著作影响后世，而锡诺普的第欧根尼则用他的人气。马克思主义作家主要强调安提西尼理论中社会批评的方面。他们把安提西尼看作是劳作和下层阶层的代表。
和其他所有哲学家一样，在系统性的哲学史分析中安提西尼各个作者按照他们自己的哲学史观点来描述安提西尼的地位，而避免使用适合各作者的哲学史观点的对特定哲学论点的语言学分析来确定安提西尼的地位。比如黑格尔是这样描述安提西尼的美德的：
……不是一个自由民族的公民的祖国、阶层和家庭要求他们对他们的祖国、阶层和家庭满足的无知的美德。意识必须成长，必须成为灵魂，必须认知所有现实，必须认知和理解自我。这样的状态也被称为灵魂的天真或者美丽，它们是儿童的状态，它们被人们赞美。但是因为人是有理智的，因此人应该超越这样的状态，必须超越直接，重新创建自我。——格奥尔格·威廉·弗里德里希·黑格尔，哲学史授课教本 18、555

## 塑像

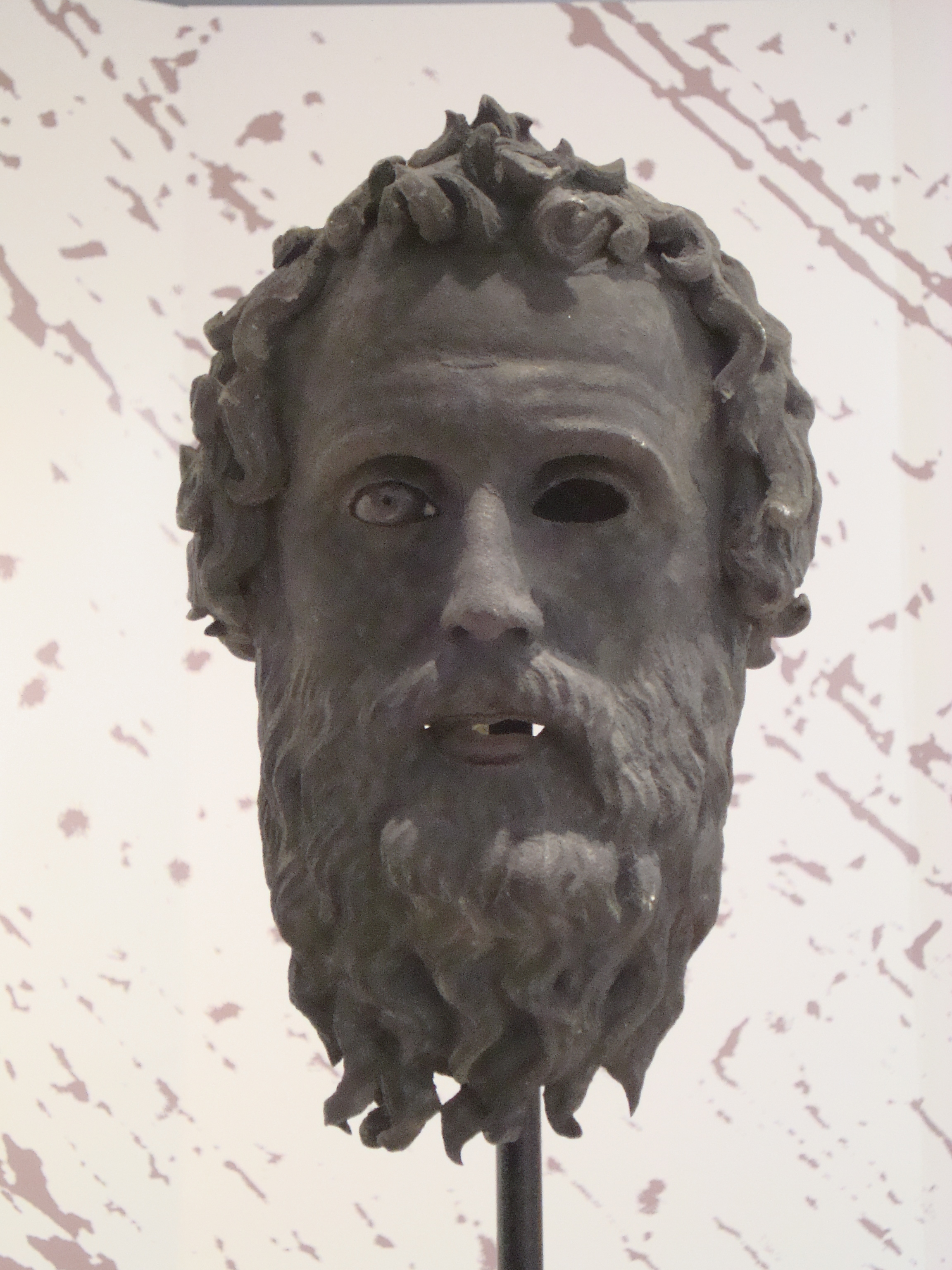
安提西尼青铜像，布林迪西，省博物馆

今天有两尊古典时代可能表现安提西尼的塑像流传下来。第一尊的原作没有遗留下来，但是罗马时代遗留下来了11尊复制品。1770年代里在蒂沃利发现的一尊2世纪的方柱形胸像拷贝上刻有安提西尼的名字，今天这尊塑像位于梵蒂冈博物馆。1969年在奧斯提亞安提卡发现的一尊拷贝上刻有雕塑家菲洛马乔斯的名字，因此一些学者认为他是原作（估计是一尊青铜像）的雕塑者。但是菲洛马乔斯的生活时间是在公元前2世纪，比在前4世纪就已经去世的安提西尼晚得多。
第二尊塑像是一尊青铜头像，它是1992年被潜水员在布林迪西附近发现的。估计这个头像是一名哲学家的头像，有可能是安提西尼的。

## 文献集
- Gabriele Giannantoni（总编）Socratis et Socraticorum Reliquiae, 第2卷, Bibliopolis, 那不勒斯1990年 ISBN 88-7088-215-2137–225页（希腊和拉丁文献严谨编辑：online （页面存档备份，存于））
- Fernanda Decleva Caizzi（总编）Antisthenis fragmenta. Istituto Editoriale Cisalpino, 米兰1966年（非严谨，带注释）
- Susan H. Prince（总编）Antisthenes of Athens: Texts, Translations, and Commentary. 密西根大学出版社，安娜堡2015年 ISBN 978-0-472-11934-9

## 书籍

### 纵观
- Klaus Döring：Antisthenes收集在Hellmut Flashar（总编）：Grundriss der Geschichte der Philosophie. Die Philosophie der Antike, 2/1卷, Schwabe, 巴塞尔1998, ISBN 3-7965-1036-1 268–280页
- Marie-Odile Goulet-Cazé和Marie-Christine Hellmann：Antisthène收集在Richard Goulet（总编）：Dictionnaire des philosophes antiques，第1卷, CNRS, 巴黎1989, ISBN 2-222-04042-6 245–254页
- Susan Prince：Socrates, Antisthenes, and the Cynics收集在Sara Ahbel-Rappe, Rachana Kamtekar（总编）：A Companion to Socrates. Blackwell, Malden 2006, ISBN 1-4051-0863-0, 75–92页

### 专著
- Luis E. Navia: Antisthenes of Athens. Setting the World Aright. Greenwood, Westport 2001, ISBN 0-313-31672-4
- Andreas Patzer: Antisthenes der Sokratiker. Das literarische Werk und die Philosophie, dargestellt am Katalog der Schriften 1970年海德堡博士论文
- Herbert David Rankin: Anthisthenes [sic] Sokratikos. Hakkert, 阿姆斯特丹1986年, ISBN 90-256-0896-5

### 专题研究
- Aldo Brancacci: Oikeios logos. La filosofia del linguaggio di Antistene. Bibliopolis, 那不勒斯1990年, ISBN 88-7088-229-2
- Aldo Brancacci: Érotique et théorie du plaisir chez Antisthène. 收集在：Marie-Odile Goulet-Cazé, Richard Goulet（总编）：Le cynisme ancien et ses prolongements' 法兰西大学出版社，巴黎1993年， ISBN 2-13-045840-8 35–55页
- Pedro Pablo Fuentes González. En defensa del encuentro entre dos Perros, Antístenes y Diógenes: historia de una tensa amistad （页面存档备份，存于）。收集在：Cuadernos de Filología Clásica: Estudios Griegos e Indoeuropeos. 23, 2013年, 225–267页 (重印：V. Suvák [编辑], Antisthenica Cynica Socratica, Oikoumene, 布拉格2014年 11–71页)
- Gabriele Giannantoni: Antistene fondatore della scuola cinica? 收集在: Marie-Odile Goulet-Cazé, Richard Goulet (总编): Le cynisme ancien et ses prolongements. 法兰西大学出版社, 巴黎1993年, ISBN 2-13-045840-8, 15–34页

### 肖像
- Gisela Richter: The Portraits of the Greeks II (1965年) 180 图1034-1039.
- Gisela Richter: The Portraits of the Greeks, 附录(1972年) 图1055.1056.